# Seismic Unix
CWP/SU (Seismic Unix) - pakiet programów do analizy i przetwarzania danych sejsmicznych. Pakiet ten rozwijany jest w zakładzie Center for Wave Phenomena na Colorado School of Mines.